# Les Gorges du Loup
Les Gorges du Loup est un tableau réalisé par le peintre français Henri Matisse entre 1920 et 1925. Cette huile sur toile est un paysage qui représente un sentier serpentant dans les gorges arborées formées par le Loup, dans les Alpes-Maritimes. Sa composition est agrémentée par une figure féminine vêtue de blanc assise au bord de la voie. Léguée par le collectionneur Chester Dale, l'œuvre fait partie depuis 1963 des collections de la National Gallery of Art, à Washington, aux États-Unis.